# Ступишин, Алексей Алексеевич
Алексей Алексеевич Ступишин (1722—1786) — российский военный и государственный деятель, сенатор, нижегородский губернатор (1773—1779), первый нижегородский генерал-губернатор (1779—1782), генерал-губернатор Вятского и Костромского наместничеств в 1780—1782, Владимирского наместничества в 1782—1783.

## Биография
Происходил из дворянского рода Ступишиных; родился в 1722 году в семье подполковника. Военную службу начал 1 сентября 1736 года. В 1749 году — воевода в Курмыше. Участвовал в Семилетней войне; с 1758 года — полковник, с 1760 — бригадир, с 1762 — генерал-майор. В 1762—1763 годах был комендантом Кизлярской крепости.
В 1767—1768 годах был депутатом комиссии Уложения от города Переславля-Залесского.
В Русско-турецкой войне 1768—1774 годов командовал одним из флангов русской армии; был послан в Санкт-Петербург с вестью о победе под Хотином; 20 сентября 1769 года награждён орденом Святой Анны 1-й степени. В 1773 году получил чин генерал-поручика и назначен нижегородским губернатором, сменив на этом посту А. Н. Квашнина-Самарина.
А. А. Ступишин сыграл важную роль в подготовке Нижнего Новгорода к возможному штурму войска Емельяна Пугачева. Когда в июле 1774 в направлении Нижнего Новгорода двинулись войска Емельяна Пугачева, Ступишин написал московскому губернатору князю Волконскому:

…город Нижний положение имеет весьма важное потому, что хранится в нём: денежной казны до миллиона рублей, соли по берегу в разных местах до 7 миллионов пудов, вина также до 14 тысяч ведер. Все сие хранить без воинского подкрепления возможности не имею. В гарнизоне без командированных к усмирению бунтовщиков не более 400 рядовых, и те весьма ненадежны; а кремль в окружности своей имеет 2 версты и 180 сажен. К обороне ж все, что имеет силы человеческие, могут изыскать, я ничего не упустил; но со всем тем не могу сказать, чтобы себя мог совсем обеспечить. …И в таком будучи обстоятельстве я решился защищать только крепость Нижний Новгород, а поисков по недостатку воинских сил, а особенно конных команд, производить некем… Если конных я получу хотя бы 400, то, надеюсь, с Божьей помощью не только разсыпавших злодеев не допущу в Московскую губернию, но истреблю всех в своей…
Для устрашения потенциальных повстанцев Ступишин приказал повесить трёх пугачёвских лазутчиков. Узнав о получении городом подкрепления, Пугачев отказался от первоначальных планов и повернул к югу. После подавления восстания Ступишин был пожалован орденом Святого Александра Невского.
После открытия Нижегородского наместничества 9 сентября 1779 года Ступишин был назначен генерал-губернатором и получил чин генерал-аншефа.
В 1782 году был назначен владимирским генерал-губернатором.
Выйдя в отставку, поселился в Нижнем Новгороде, где и умер в 1786 году.
Генерал Ступишин считается основателем города Моздок, в котором есть улица его имени.